# The Other Side (The Walking Dead)
"The Other Side" là tập thứ mười bốn trong Phần 7 của series phim truyền hình The Walking Dead. Tập phim được phát sóng trên kênh AMC của Mỹ vào ngày 19 tháng 3 năm 2017. Khi phát sóng tại Mỹ, tập phim đã được 10,32 triệu người xem trong đó có 4,7 triệu người từ 18-49 tuổi.

## Nội dung tập
Tại Hilltop, Maggie đang hướng dẫn cho người dân cách dùng dao chiến đấu để chuẩn bị cho cuộc chiến sắp tới. Cô cùng với Jesus cùng liệt kê ra những dự định của cộng đồng trong tương lai. Dần dần, người dân Hilltop bắt đầu nhìn nhận Maggie như thủ lĩnh của họ.
Tranh thủ lúc Maggie đang ngủ thiếp đi, Jesus đưa cho Sasha sơ đồ phác thảo căn cứ của The Saviors.
Một tối khác, khi thấy Daryl đang ngồi lặng thinh một mình, Maggie lại gần đưa cho anh một đĩa thức ăn và đặt tay lên vai anh.
Sáng hôm sau, từ cửa sổ phòng mình, Gregory quan sát với vẻ tức tối khi hàng loạt người dân Hilltop đang đứng tụ tập quanh Maggie và lắng nghe cô nói.
Cùng lúc đó, Rosita tới Hilltop để nhờ Sasha tham gia vào nhiệm vụ ám sát Negan.
Maggie đang ngồi trò chuyện với Jesus trước toa xe của họ. Cô xin lỗi anh ấy vì mình cùng Sasha và Enid đã khiến cho chỗ anh ở trở nên chật chội. Tuy nhiên, Jesus chẳng mấy bận tâm về điều đó, thậm chí còn đáp lại rằng họ đã mang đến cho anh cảm giác được hòa nhập với mọi người.
Nhân lúc Maggie đang đi nhờ thợ rèn rèn thêm giáo để lấy cái trao đổi vật phẩm với The Kingdom, Sasha vào trong toa xe để lấy đạn. Cô bị phát hiện bởi Jesus và Enid. Mặc cho Jesus cố thuyết phục cô đừng tham gia vào nhiệm vụ rủi ro này, Sasha vẫn không đổi ý. Cô đưa cho Enid một kỷ vật mà mình đang làm dở để tặng cho em bé trong bụng Maggie và nhờ cô bé hoàn thành nốt hộ mình.
Đúng lúc đó, có tiếng báo động bên ngoài rằng The Saviors đang tới. Enid liền chạy tới gọi Daryl và bảo anh đi trốn cùng Maggie. Sasha cũng nhanh chóng chuẩn bị xong đồ và cùng Rosita rời khỏi qua một đường hầm mà cô đào sẵn bên dưới bức tường của cộng đồng.
Nhận ra rằng không còn kịp thời gian để trốn ra ngoài Hilltop, Enid liền dẫn Maggie và Daryl chui xuống nấp dưới tầng hầm chứa đồ của nhà Barrington.
Vào trong Hilltop, Simon liền kéo quân tới gặp Gregory và bảo với ông ta rằng nơi đây có một người mà Negan đang muốn có.
Ra ngoài và đi bộ được một đoạn, Sasha và Rosita liền tìm phương tiện di chuyển. Rosita cố khởi động một chiếc xe nhưng không được. Cô để ý thấy sợi dây chuyền mà Sasha đang đeo và liền bảo rằng chính tay mình đã làm ra nó để tặng Abraham. Lát sau, khi Sasha đưa ra đề xuất rằng họ nên trèo lên tòa nhà cao tầng nào đó gần The Sanctuary để ám sát Negan từ xa, Rosita khăng khăng muốn đột nhập thẳng vào hang ổ của địch để chắc chắn giết hắn thành công.
Quay trở lại Hilltop, Roy - một thành viên của The Saviors đi đến gần cửa dẫn xuống tầng hầm chứa đồ. Mặc cho Enid cố đánh lạc hướng, hắn vẫn quyết định xuống dưới đó. Từ chỗ nấp, Daryl nhìn hắn với vẻ giận dữ.
Trong toa xe y tế, Simon tới gặp bác sĩ Harlan Carson để báo rằng anh ấy chuẩn bị được đưa đến sống ở căn cứ của The Saviors để thay thế cho người anh trai vừa chết của mình. Đổi lại, bên hắn sẽ cung cấp cho Hilltop một thùng lớn chứa đầy thuốc aspirin.
Gregory liền kéo Simon ra một chỗ kín đáo để nói chuyện. Ông ta bảo rằng chuyện bác sĩ duy nhất của cộng đồng bị đưa đi có thể sẽ khiến người dân đánh mất sự tin tưởng ở mình, lúc đó sẽ có "một số thành phần" muốn vùng lên giành lấy quyền lãnh đạo từ ông ta. Gregory cho rằng mình cần tới sự giúp đỡ từ The Saviors để trấn áp những kẻ muốn nổi loạn. Simon liền đưa cho ông ta một mảnh giấy viết tay ban cho quyền được vào trong tiền đồn của hắn mỗi khi cần sự giúp đỡ.
Roy vẫn đang xem xét tầng hầm nơi Daryl và Maggie đang trốn. Khi Daryl giơ dao lên định xông ra tấn công hắn, Maggie đã cản anh lại. Roy cuối cùng cũng rời khỏi sau khi lấy đi một ít đồ. Khi Maggie nói rằng suýt nữa anh đã làm một việc không cần thiết, Daryl bật khóc và lần đầu biểu lộ mặc cảm tội lỗi với cô sau khi gây nên cái chết của Glenn. Tuy nhiên, Maggie phủ nhận đó không phải lỗi của anh. Cô nhận thấy sự căm thù tột độ mà Daryl dành cho The Saviors và bảo rằng ngay lúc này mình cũng muốn ra tay giết tất cả chúng. Tuy nhiên, họ cần phải kìm hãm cơn giận này cho một mục tiêu lớn lao hơn - chiến thắng trong cuộc chiến tranh sắp tới. Sau đó, Maggie tiến tới ôm Daryl.
Bên ngoài, các cư dân Hilltop đang nhìn The Saviors mang theo bác sĩ Carson rời đi. Nhận thấy sự thất vọng ở họ, Gregory liền quay mặt đi với vẻ không mấy thoải mái.
Sau khi lấy được một chiếc xe ở một bãi đỗ xe bỏ không, Rosita và Sasha lái nó đến gần The Sanctuary. Họ cùng lên trên tầng cao của một tòa nhà gần đó để chuẩn bị cho kế hoạch ám sát Negan. Quan sát phía bên ngoài căn cứ địch qua ống ngắm của súng, Sasha trông thấy Eugene đứng gần hàng rào và đang ra chỉ thị cho những tù nhân. Cô nói cho Rosita biết điều này, nhưng Rosita cho rằng anh ấy đang "đóng kịch" trong mắt The Saviors.
Trong khi chờ đợi khoảnh khắc Negan bước ra ngoài, Rosita dần cởi mở hơn với Sasha thay vì tỏ vẻ lạnh nhạt như lúc trước. Cô tiết lộ rằng những kỹ năng mà mình biết như gỡ bom, khởi động xe, thắt nút dây thừng, v.v… đều là học được từ những bạn trai trước đây. Họ đều muốn bảo vệ, che chở cho cô, nhưng cuối cùng Rosita đều vượt mặt họ trong tất cả những kỹ năng này. Thế nhưng, với Abraham, anh ấy nhìn nhận được con người thực và khả năng của cô. Vừa khóc, Rosita vừa thừa nhận rằng mình đã lãng phí thời gian ghen ghét Sasha và đã không có cơ hội để nói với Abraham rằng cô rất vui khi thấy anh hạnh phúc.
Sasha nhìn qua ống ngắm một lần nữa và thấy xe của các thành viên The Saviors đưa bác sĩ Carson từ Hilltop vừa về tới nơi. Negan cuối cùng cũng từ trong căn cứ đi ra ngoài để chào hỏi Carson. Tuy nhiên, Sasha không thể bắn hắn do có quá nhiều người đứng sát mục tiêu. Bật chiếc bộ đàm có được từ Jesus để nghe lén, họ nghe thấy Eugene đang ra chỉ thị tăng cường an ninh quanh hàng rào. Cuối cùng, cả hai quyết định thay đổi kế hoạch bằng cách đêm đó sẽ đột nhập thẳng vào hang ổ của địch.
Quay trở lại Hilltop, Gregory cho gọi Jesus tới và đưa cho anh giấy tờ phân công công việc dành cho "những người mới đến" (Maggie, Sasha, Enid, Daryl). Ông ta cảnh báo Jesus chớ có làm trái ý mình và bảo rằng giờ đây họ không còn là "bạn bè" gì nữa. Jesus sau đó rời khỏi phòng của Gregory trong khi một cư dân khác là Kal được gọi đến. Đột nhiên, Daryl tới gặp Jesus và hỏi anh rằng Sasha & Rosita đã đi đâu.
Đêm hôm đó, khi Eugene đang hướng dẫn cho một thành viên The Saviors cách củng cố an ninh tại hàng rào, Rosita và Sasha đã xông tới bắn chết hắn và bắt đầu dùng kìm cắt hàng rào. Họ bảo Eugene hãy nhân cơ hội này trốn thoát, tuy nhiên, anh ấy từ chối và bỏ đi vào bên trong trước sự thất vọng lẫn phẫn nộ của Rosita.
Sasha liền nhờ Rosita để ý giùm xung quanh trong lúc mình cắt hàng rào. Tuy nhiên, cô bất ngờ chui qua phía bên kia và dùng một ổ khóa đóng phần hở của hàng rào lại, ngăn không cho Rosita vào theo. Sasha mỉm cười bảo Rosita hãy quay về vì nhóm Rick vẫn cần cô ấy. Sau đó, cô bắn chết một thành viên The Saviors vừa đi ra và nhanh chóng chạy vào bên trong The Sanctuary.
Khi hàng loạt tiếng súng bắt đầu vang lên, Rosita liền bỏ chạy. Sau một đoạn đường, cô ngừng lại và bật khóc, để rồi giật mình khi thấy có một bóng người đứng trong bóng tối gần đó đang nhìn mình, chính là Dwight.

## Diễn viên

### Diễn viên chính
- Andrew Lincoln vai Rick Grimes*
- Norman Reedus vai Daryl Dixon
- Lauren Cohan vai Maggie Rhee
- Chandler Riggs vai Carl Grimes*
- Danai Gurira vai Michonne*
- Melissa McBride vai Carol Peletier*
- Lennie James vai Morgan Jones*
- Sonequa Martin-Green vai Sasha Williams
- Alanna Masterson vai Tara Chambler*
- Josh McDermitt vai Eugene Porter
- Christian Serratos vai Rosita Espinosa
- Jeffrey Dean Morgan vai Negan
- Seth Gilliam vai Gabriel Stokes*
- Ross Marquand vai Aaron*
- Austin Amelio vai Dwight
- Tom Payne vai Paul Rovia
- Xander Berkeley vai Gregory

### Diễn viên định kỳ
- Katelyn Nacon va Enid
- Steven Ogg vai Simon

*Không xuất hiện trong tập này

### Các diễn viên phụ khác
- Karen Ceesay vai Bertie
- R. Keith Harris vai Harlan Carson
- James Chen vai Kal
- Peter Zimmerman vai Eduardo
- Brett Gentile vai Freddie
- Ilan Srulovicz vai Wesley
- Brian Stapf vai Roy
- Karl Funk vai Neil
- Stephan Jones vai Thành viên The Saviors

## Cái chết trong tập
- (Ít nhất) 2 thành viên The Saviors

## Đánh giá
"The Other Side" nhận được phản hồi tốt từ giới phê bình, với 74% trong số 27 bài đánh giá trên trang Rotten Tomatoes là theo hướng tích cực. Nhận xét ngắn gọn mà trang này đưa ra là: ""The Other Side" một lần nữa đào sâu vào tâm lý và sự xót thương của các nhân vật sau khi mất đi 2 thành viên chủ chốt trong nhóm (Glenn & Abraham). Tập phim có tiết tấu chậm nhưng chắc chắn sẽ là bàn đạp để tăng tốc cho những diễn biến còn lại của mùa phim".
Mặc dù vậy, nhiều nhà phê bình cảm thấy cách biên kịch tạo dựng tình huống dẫn đến hành động tình nguyện hy sinh của Sasha vẫn còn khá gượng ép và không thuyết phục. Trong bài đánh giá tập phim của mình trên trang Forbes, Erik Kain chia sẻ: "Nếu bộ phim trước đó cho chúng ta thấy rằng Rosita thực sự là một thành viên tuyệt vời, một phần quan trọng của nhóm, tôi sẽ dễ dàng đồng tình với quyết định của Sasha hơn. Nhưng rõ ràng ở đây, vai trò của Sasha đối với nhóm cũng quan trọng tương tự Rosita. Và chuyện lại càng trở nên vô lý hơn khi Sasha đồng ý với kế hoạch của Rosita ban đầu (về việc đột nhập thẳng vào căn cứ của The Saviors để ám sát Negan), trong khi kế hoạch đứng ngắm bắn tỉa trên cao thực sự khả thi hơn nhiều".